# Brigitte Sleeking
Brigitte Sleeking (* 19. März 1998) ist eine niederländische Wasserballspielerin. Sie war mit der niederländischen Nationalmannschaft Olympiadritte 2024, Weltmeisterschaftsdritte 2022, Weltmeisterin 2023 sowie Europameisterin 2018 und 2024.

## Sportliche Karriere
Brigitte Sleeking begann im Alter von sieben Jahren in Dordrecht mit dem Wasserballsport. Später spielte sie in Leiden, in Spanien und in Griechenland. 2017 wurde sie mit den niederländischen Juniorinnen Dritte bei den Juniorenweltmeisterschaften, nachdem sie zuvor bereits zweimal an Jugendweltmeisterschaften teilgenommen hatte.
Seit 2017 spielt sie auch in der Nationalmannschaft. Bei der Europameisterschaft 2018 gewannen die Niederländerinnen im Halbfinale gegen die Ungarinnen und im Endspiel gegen die Griechinnen. Sleeking warf im Turnierverlauf vier Tore. Wegen der COVID-19-Pandemie fanden die Olympischen Spiele in Tokio erst 2021 statt. Die Niederländerinnen verloren im Viertelfinale mit 11:14 gegen die Ungarinnen und belegten dann den sechsten Platz.
2022 wurden die Niederländerinnen Dritte bei der Weltmeisterschaft in Budapest und Vierte bei der Europameisterschaft in Split. Bei der Weltmeisterschaft 2023 in Fukuoka bezwangen die Niederländerinnen im Halbfinale die Italienerinnen und im Finale die Spanierinnen. Sleeking warf im Finale drei Tore. Beim Endstand von 12:12 wurde das Spiel im Fünf-Meter-Schießen entschieden, Sleeking verwandelte den letzten Penalty. Im Jahr darauf siegten die Niederländerinnen bei der Europameisterschaft in Eindhoven und wurden Fünfte bei der Weltmeisterschaft in Doha. Bei den Olympischen Spielen 2024 in Paris verloren die Niederländerinnen im Halbfinale nach Fünf-Meter-Schießen gegen die Spanierinnen, wobei Sleeking ihren Penalty nicht verwandelte. Im Spiel um den dritten Platz bezwangen die Niederländerinnen die Titelverteidigerinnen aus den Vereinigten Staaten.